# Callender Lake
Callender Lake es un lugar designado por el censo ubicado en el condado de Van Zandt en el estado estadounidense de Texas. En el Censo de 2010 tenía una población de 1.039 habitantes y una densidad poblacional de 87,63 personas por km².

## Geografía
Callender Lake se encuentra ubicado en las coordenadas 32°21′48″N 95°41′58″O / 32.36333, -95.69944. Según la Oficina del Censo de los Estados Unidos, Callender Lake tiene una superficie total de 11.86 km², de la cual 10.69 km² corresponden a tierra firme y (9.87%) 1.17 km² es agua.

## Demografía
Según el censo de 2010, había 1.039 personas residiendo en Callender Lake. La densidad de población era de 87,63 hab./km². De los 1.039 habitantes, Callender Lake estaba compuesto por el 94.03% blancos, el 1.35% eran afroamericanos, el 0.77% eran amerindios, el 0% eran asiáticos, el 0.48% eran isleños del Pacífico, el 1.64% eran de otras razas y el 1.73% pertenecían a dos o más razas. Del total de la población el 5.39% eran hispanos o latinos de cualquier raza.